# Cotíties
Les Cotíties o Cotites (en grec antic: Κοτύττια, Kόττυτες) eren un festival que celebrava la tribu dels edonis de Tràcia en honor de la deessa Cotito. Les Cotíties eren cèlebres entre els antics per les disbauxes que s'hi organitzaven i pel comportament obscè dels participants, car segurament Cotito era una deessa de la sexualitat.
Se celebrava a la nit i, segons Estrabó, tenia similituds amb els festivals dels cabirs i de la divinitat frígia Cíbele. La seva celebració la van adoptar després diversos estats grecs, principalment els que, per relacions comercials, estaven obligats a mantenir bones relacions amb els tracis. Entre els que ho van adoptar, la Suda i Estrabó esmenten Corint, i, probablement, també ho van adoptar a Atenes, que Estrabó considera una ciutat tan hospitalària amb els déus estrangers com amb els estrangers en general. A Sicília es feia un festival similar, segons Plutarc, on es portaven branques d'arbre d'on hi penjaven pastissos i fruita, i tothom podia prendre'n si així ho volia. No hi ha notícies que aquesta festa fos tan llicenciosa com la que se celebrava a Tràcia o a Atenes.